# Johanneskirche (Sersheim)

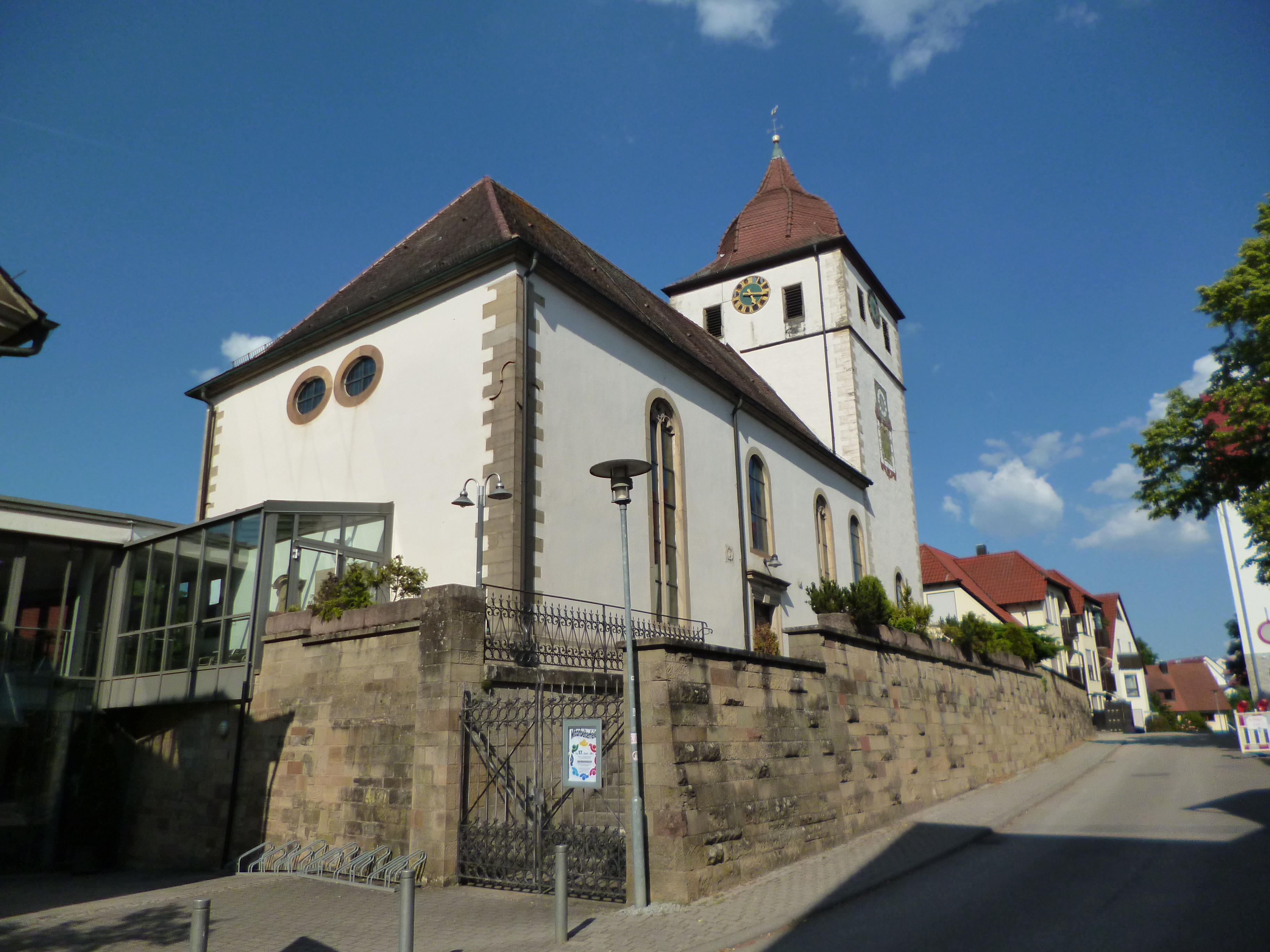
Johanneskirche in Sersheim

Die Johanneskirche ist die evangelische Pfarrkirche von Sersheim, einer Gemeinde im Landkreis Ludwigsburg in Baden-Württemberg. Das Bauwerk ist beim Landesamt für Denkmalpflege Baden-Württemberg als Baudenkmal eingetragen. Die Kirchengemeinde gehört zum Kirchenbezirk Vaihingen-Ditzingen der Evangelischen Landeskirche in Württemberg.

## Beschreibung
Die im 13. Jahrhundert entstandene Saalkirche besteht aus einem 1753 erweiterten Langhaus und einem Chorturm im Osten, der 1777 mit einem Geschoss für die Turmuhr und den Glockenstuhl mit drei Kirchenglocken aufgestockt und mit einer Glockenhaube bedeckt wurde. 
Der Innenraum des Langhauses ist mit einer Kassettendecke überspannt. Nach der Erhöhung des Triumphbogens konnte im Chor, also im Erdgeschoss des Chorturms, ein Kreuzgratgewölbe eingebaut werden. Die Orgel wurde 1960 von der E. F. Walcker & Cie. mit dem Opus 3897 gebaut.